# Соломон Пасі
Соломон Ісак Пасі (болг. Соломон Исак Паси; нар. 22 грудня 1956) — болгарський науковець, політик та дипломат.

## Біографія
Народився в місті Пловдів, Болгарія. Закінчив Софійський університет, математичний факультет. Доктор математичної логіки та інформатики.
Брав участь у правозахисному русі.
У 1990 — голова Атлантичного клубу Болгарії, неурядової організації, що мала на меті вступ Болгарії до НАТО.
Був засновником Партії зелених Болгарії.
Брав участь у декількох антарктичних експедиціях на острів Лівінгстона.
З липня 2001 по серпень 2005 — Міністр закордонних справ Болгарії в уряді Симеона II.
У 2004 — голова Організації з безпеки і співробітництва в Європі.

## Нагороди
- Бельгійський орден Order of Leopold II (Grand Cross) (2004);
- Іспанський орден Del Mérito Civil (Gran Cruz) (2003);
- Португальський орден Ordem do Infante Dom Henrique (Grã-Cruz) (2002);
- Італійський орден Stella della Solidarieta’ Italiana (I classe) (2006);
- Іспанський орден Isabel la Catolica (Gran Cruz) (2006);